# Chastanier
Chastanier is een gemeente in het Franse departement Lozère (regio Occitanie) en telt 92 inwoners (2009). De plaats maakt deel uit van het arrondissement Mende.

## Geografie
De oppervlakte van Chastanier bedraagt 10,3 km², de bevolkingsdichtheid is dus 8,9 inwoners per km².
De onderstaande kaart toont de ligging van Chastanier met de belangrijkste infrastructuur en aangrenzende gemeenten.

## Demografie
Onderstaande figuur toont het verloop van het inwonertal (bron: INSEE-tellingen).